# Juan de Carvajal (Konquistador)

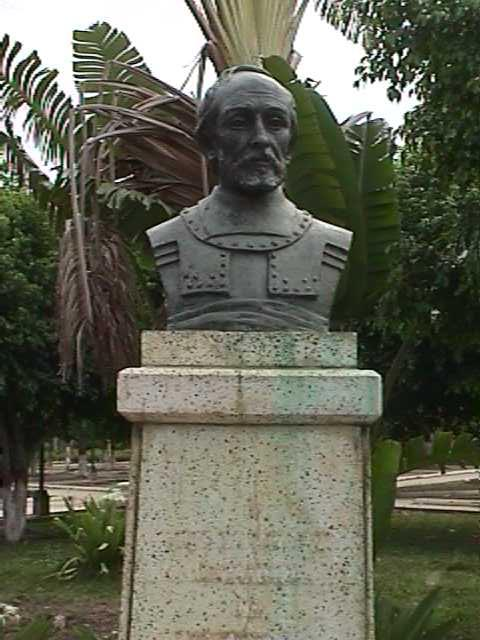
Juan de Carvajal, Büste

Juan de Carvajal (* 1509/1510 in Villafranca del Bierzo (León) oder Villafranca de los Barros (Badajoz); † 17. September 1546 in El Tocuyo (heute zu Venezuela gehörend)) war ein spanischer Offizier und Konquistador, der 1545 die Stadt El Tocuyo gründete und 1546 die Ermordung der deutschen Konquistadoren Philipp von Hutten und Bartholomäus VI. Welser veranlasste.

## Leben
Im Jahr 1528 kam es zwischen Kaiser Karl V., der als König Karl I. auch in Spanien herrschte, und dem von Bartholomäus V. Welser geführten Augsburger Bank- und Handelshaus zu einem Asiento, in dem den Welsern die Statthalterschaft über die spanische Überseeprovinz Venezuela übertragen wurde. Die Welser wurden verpflichtet, Ressourcen zu erschließen, eine geregelte Verwaltung aufzubauen, Siedlungen zu gründen und die indigenen Ureinwohner zum katholischen Glauben zu bekehren.
Über Juan de Carvajals Leben vor seiner Ankunft in Südamerika ist nichts bekannt. Er kam 1529 oder 1530 mit einer von den Welsern aufgestellten Expedition im erst 1527 gegründeten Coro an und arbeitete von 1531 bis 1533 als Schreiber in der Armee des deutschen Eroberers Ambrosius Ehinger. Da er diese Tätigkeit ausüben konnte, wird vermutet, dass er in Spanien eine Universität besuchte. Carvajal wirkte seit 1535 als Verwaltungsangestellter in Coro und beteiligte sich an der Erschließung der umliegenden Regionen, insbesondere der Gegend um Maracaibo.
Bereits im Mai 1538 wurde Juan de Carvajal als ehemaliger Angestellter der Welser bezeichnet. Die Gründe für die Beendigung seiner Dienste für das Augsburger Handelshaus wurden nicht überliefert. Carvajal soll sich jedoch oft über vermeintliche oder tatsächliche Verstöße in der Behandlung von spanischen Soldaten durch deutsche Offiziere oder Verwaltungsangestellte beim Gouverneur in Santo Domingo beschwert haben. In den folgenden Jahren arbeitete er mit dem Gouverneur von Santo Domingo, Alonso de Fuenmayor, zusammen, in dessen Auftrag er fünfundfünfzig indianische Sklaven von Maracaibo nach Santo Domingo gebracht und verkauft haben soll. Aufgrund eines Schiffbruchs scheiterte 1540 seine Unternehmung, gefangene Indios von der Lagune von Maracaibo nach Cabo de la Vela zum Perlenfischen zu bringen. Danach war Carvajal Berichterstatter des Gerichtshofes (Audiencia) von Santo Domingo, der ihn 1544 zum Vizegouverneur und Generalkapitän von Venezuela ernannte.
Philipp von Hutten und Bartholomäus VI. Welser werden 1546 die von Carvajal vorgelegte Ernennungsurkunde als Fälschung betrachten. Diese Behauptung konnte bis heute nicht eindeutig bewiesen oder widerlegt werden. Seit 1542 änderte die spanische Krone ihre Kolonialpolitik, mit den neuen Gesetzen (span. Leyes Nuevas) sollten die indigenen Ureinwohner vor Übergriffen der Konquistadoren geschützt und private Unternehmen, wie die Kolonisation durch die Welser, eingeschränkt werden. Die Ernennung Carvajals zum Vizegouverneur und Generalkapitän von Venezuela kann als gezielte Aktion der spanischen Krone oder ihrer Kolonialbehörden zum Ausschalten der deutschen Konkurrenten gewertet werden.
Juan de Carvajal kam im Dezember 1544 in Coro an. Dort profitierte er von der Unzufriedenheit der in schlechten Verhältnissen lebenden Spanier und der bei ihnen lebenden Indios aus der Jirajara-Gruppe sowie der Abwesenheit der deutschen Konquistadoren um Philipp von Hutten und Bartholomäus VI. Welser, die seit 1541 versuchten, das legendäre Goldland „El Dorado“ zu finden. Carvajal betrachtete diese Expedition als Verstoß gegen das Abkommen zwischen der spanischen Krone und dem Augsburger Bank- und Handelshaus. Seiner Meinung nach vernachlässigten die Deutschen ihre Aufgabe, die neu entdeckten Gebiete zu kolonisieren und Soldaten und ihre Familien anzusiedeln. Er organisierte deshalb eine Expedition und überzeugte die meisten Ansässigen, eine andere Stadt in einem für Landwirtschaft und Vieh besser geeigneten Gebiet zu gründen.
Die spanischen Siedler und die sie begleitenden Indios erreichten nach einem viermonatigen Marsch ein fruchtbares Tal, das von einem Fluss durchflossen wurde, den die Spanier „Río Tocuyo“ nannten. In diesem Tal gründete Juan de Carvajal am 7. Dezember 1545 die Stadt „Ciudad de Nuestra Señora de la Pura y Limpia Concepción de El Tocuyo“, die von 1546 bis 1548 als Verwaltungssitz von Venezuela fungierte. Die strategische Bedeutung dieser Stadtgründung für die Erschließung Venezuelas zeigt sich u. a. auch, dass die Expedition, die zur Gründung von Caracas führte, von El  Tocuyo aus geführt wurde.
Ende 1545 oder Anfang 1546 kehrten Philipp von Hutten und Bartholomäus VI. Welser in das entvölkerte Coro zurück. Infolge ihrer langen Abwesenheit waren die deutschen Konquistadoren nicht über die Änderungen in der spanischen Kolonialpolitik informiert. Philipp von Hutten sah in den Handlungen Carvajals eine Usurpation seiner Amtsbefugnisse als Generalkapitän von Venezuela. Ende April 1546 kam es zu einem, von Spannungen geprägten Treffen zwischen den beiden rivalisierenden Gruppen. Da Bartholomäus Welser versuchte, Carvajal zu töten, entbrannte ein Gefecht, das Carvajals Truppen gewannen. Die Besiegten wurden entwaffnet, doch wurde ihnen freies Geleit nach Coro zugesichert. Am 17. Mai 1546 kam es zu erneuten verbalen und tätlichen Angriffen zwischen den verfeindeten Gruppen. Daraufhin verurteilte Carvajal die deutschen Konquistadoren Philipp von Hutten und Bartholomäus VI. Welser sowie ihre spanischen Gefolgsleute Diego Romero und Rodrigo de Plasencia zum Tod durch Enthaupten. Das Urteil wurde sofort vollstreckt. Mit dem Tod von Philipp von Hutten und Bartholomäus Welser endeten die Unternehmungen der Welser in Venezuela.
Karl V. ordnete aufgrund von Gerüchten und Nachfragen an, die Ereignisse in Venezuela aufzuklären. Der Gerichtshof von Santo Domingo beauftragte deswegen den Rechtsanwalt Juan Pérez de Tolosa mit der Aufklärung des Schicksals der beiden deutschen Konquistadoren. Nach sechs Wochen gelang es Pérez de Tolosa, Carvajal in El Tocuyo aufzuspüren und zu verhaften. Am 16. September 1546 klagte er seinen Gefangenen wegen der Ermordung der vier Konquistadoren an. Carvajal führte zu seiner Verteidigung an, dass er sich wegen den prekären Lebensumständen der spanischen Siedler in Coro verpflichtet gefühlt habe, sie in einer fruchtbareren Region anzusiedeln. Die Handlungen der Deutschen wertete er als Widerstand gegen seine Amtsführung. Pérez de Tolosa sprach ihn trotzdem schuldig und verurteilte ihn zum Tode. Am 17. September 1546 wurde Juan de Carvajal an ein Pferd gebunden und zu Tode gezerrt. Sein Leichnam wurde danach an einem Ceiba-Baum am Hauptplatz von El Tocuyo gehängt.
In der von Juan de Carvajal gegründeten Stadt El Tocuyo lebten im Jahr 2010 über 105.000 Menschen.